# Won Yun-Jong
Won Yun-Jong (en coreano: 원윤종; Seúl, 17 de junio de 1985) es un deportista surcoreano que compitió en bobsleigh en la modalidad cuádruple.
Participó en tres Juegos Olímpicos de Invierno entre los años 2014 y 2022, obteniendo una medalla de plata en Pyeongchang 2018 en la prueba cuádruple.
Fue el abanderado de ceremonia de apertura de los Juegos Olímpicos de Pyeongchang 2018, portó la bandera de la unificación coreana junto con la jugadora de hockey sobre hielo norcoreana Hwang Chung-Gum.

## Palmarés internacional
| Juegos Olímpicos | Juegos Olímpicos            | Juegos Olímpicos | Juegos Olímpicos |
| Año              | Lugar                       | Medalla          | Prueba           |
| ---------------- | --------------------------- | ---------------- | ---------------- |
| 2018             | Pyeongchang (Corea del Sur) | Medalla de plata | Cuádruple        |